# Nieustraszony (serial telewizyjny 2008)
Nieustraszony (ang. Knight Rider) – amerykański serial telewizyjny, emitowany w latach 2008–2009 przez telewizję NBC, oparta na serialu pod tym samym tytułem z lat 1982-86. W Polsce serial był emitowany na antenie TVP1 w wersji lektorskiej. Lektorami byli Marek Ciunel i Maciej Gudowski.
Michael Knight (syn Michaela Knighta) wraz z super nowoczesnym samochodem K.I.T.T. (Knight Industries Three Thousand), rozwiązują zagadki kryminalne i walczą ze złem.

## Obsada

### Główne postacie
- Justin Bruening jako Mike Traceur / Michael Knight
- Deanna Russo jako Sarah Graiman
- Smith Cho jako Zoe Chae
- Paul Campbell jako Billy Morgan
- Val Kilmer jako KITT (głos)

### Postacie drugoplanowe
- Bruce Davison jako Charles Graiman (odcinki 1-12)
- Sydney Tamiia Poitier jako agentka FBI Carrie Rivai (odcinki 1-11)
- Yancey Arias jako agent FBI Alex Torres (odcinki 1-12)

i inni.

## Lista odcinków
| Premiera odcinka | Premiera odcinka     | Premiera odcinka | Premiera odcinka | Tytuł odcinka                      | Reżyser             | Scenariusz                    |
| Ep.              | USA (NBC)            | Odc.             | PL (TVP1)        | Tytuł odcinka                      | Reżyser             | Scenariusz                    |
| ---------------- | -------------------- | ---------------- | ---------------- | ---------------------------------- | ------------------- | ----------------------------- |
| Film             | 17 lutego 2008       | 1                | 7 stycznia 2010  | "Knight Rider"                     | Steve Shill         | Dave Andron                   |
| Film             | 17 lutego 2008       | 2                | 14 stycznia 2010 | "Knight Rider"                     | Steve Shill         | Dave Andron                   |
| SERIA PIERWSZA   |                      |                  |                  |                                    |                     |                               |
| 1                | 17 września 2008     | 3                | 21 stycznia 2010 | "A Knight in Shining Armor"        | David Soloman       | Gary Scott Thompson           |
| 2                | 1 października 2008  | 4                | 28 stycznia 2010 | "Journey to the End of the Knight" | David Straiton      | Philip Levens                 |
| 3                | 8 października 2008  | 5                | 4 lutego 2010    | "Knight of the Iguana"             | Bryan Spicer        | Rob Wright                    |
| 4                | 15 października 2008 | 6                | 11 lutego 2010   | "A Hard Day's Knight"              | Alan Krocker        | David Andron                  |
| 5                | 22 października 2008 | 7                | 18 lutego 2010   | "Knight of the Hunter"             | Jay Chandrasekhar   | Patrick Massett & John Zinman |
| 6                | 5 listopada 2008     | 8                | 25 lutego 2010   | "Knight of the Living Dead"        | Leslie Libman       | Gary Scott Thompson           |
| 7                | 12 listopada 2008    | 9                | 25 maja 2010     | "I Wanna Rock & Roll All Knight"   | Matt Earl Beesley   | Teresa Huang                  |
| 8                | 19 listopada 2008    | 10               | 5 lipca 2010     | "Knight of the Zodiac"             | J. Miller Tobin     | Matt Pyken                    |
| 9                | 26 listopada 2008    | 11               | 12 lipca 2010    | "Knight Fever"                     | Milan Cheylov       | Dave Andron                   |
| 10               | 7 stycznia 2009      | 12               | 19 lipca 2010    | "Don't Stop the Knight"            | Bryan Spicer        | Rob Wright                    |
| 11               | 14 stycznia 2009     | 13               | 26 lipca 2010    | "Day Turns Into Knight"            | Allan Kroeker       | Dave Andron                   |
| 12               | 21 stycznia 2009     | 14               | 2 sierpnia 2010  | "Knight to King's Pawn"            | Jeffrey G. Hunt     | Dave Andron                   |
| 13               | 28 stycznia 2009     | 15               | 9 sierpnia 2010  | "Exit Light, Enter Knight"         | Gary Scott Thompson | Gary Scott Thompson           |
| 14               | 4 lutego 2009        | 16               | 16 sierpnia 2010 | "Fight Knight"                     | Nick Gomez          | Rob Wright                    |
| 15               | 11 lutego 2009       | 17               | 23 sierpnia 2010 | "Fly By Knight"                    | Jay Chandrasekhar   | Dave Andron                   |
| 16               | 18 lutego 2009       | 18               | 24 sierpnia 2010 | "Knight and the City"              | Guy Norman Bee      | Matt Pyken                    |
| 17               | 25 lutego 2009       | 19               | 30 sierpnia 2010 | "I Love the Knight Life"           | Alex Zakrzewski     | Philip Levens                 |